# El tío Einar (cuento de Ray Bradbury)
El tío Einar (título original en inglés: Uncle Einar) es un relato corto del escritor estadounidense Ray Bradbury publicado originalmente en su primer libro, la antología de cuentos Dark Carnival (1947).
Fue reimpreso en El país de octubre (The October Country, 1955), R is for Rocket (1966) y The Stories of Ray Bradbury	(1980).
Se trata de una de las tres historias publicadas en Dark Carnival que presenta a miembros de la "familia Elliott" (The Homecoming y The Traveller son las otras dos).

## Argumento
El Tío Einar, un ser alado acostumbrado a volar de noche, cierto día sufre un percance con unos cables eléctricos. Descansando en el bosque, allí lo sorprende Brunilla Wexley, una granjera que lo lleva a su casa para cuidarlo hasta su rehabilitación.